# Walter Enholtz
Walter Enholtz (* 17. April 1875 in Kreuzlingen; † 11. Dezember 1961 in Basel) war ein Schweizer Maler.

## Leben
Walter Enholtz wurde in Kreuzlingen als Sohn eines Lehrers geboren. Er hatte es zunächst als Kind nicht ganz einfach, da eine Erblindung drohte. Durch ärztliche Massnahmen konnte das verhindert werden, allerdings war er zeit seines Lebens schwerhörig und hatte auch einige Schwierigkeiten beim Sprechen. Nach dem Umzug der Familie nach Wettingen besuchte er die Bezirkschule in Baden. Um 1890 ging er in die Gewerbeschule nach Basel, wo er das Aquarellieren lernte. Danach erfolgte eine Ausbildung an der Ecole des Beaux-Art in Genf. Nach einer Lehre als Dekorationsmaler in Frankfurt am Main bekam er ein Stipendium der öffentlichen Kunstsammlung Basel. Damit konnte er nach Rom, Florenz und Sizilien reisen und sich dabei weiterbilden. Auf seinen Reisen entdeckte er auch das Tessin, in das er immer wieder zurückkehrte. Nach der Heirat mit Anna Raulf (1895–1971) 1926 kam ein Sohn und eine Tochter zur Welt. Nach einem kürzeren Aufenthalt im Tessin zog die Familie nach Basel, wo Walter Enholtz als Maler bis zu seinem Tod lebte. Besonders gerne ging er mit seinem Grossneffen Paul Freiburghaus ins Kunstmuseum Basel, um diesem die Werke von Arnold Böcklin zu zeigen. Dabei reifte bei dem Jungen der Entschluss, später Maler zu werden.

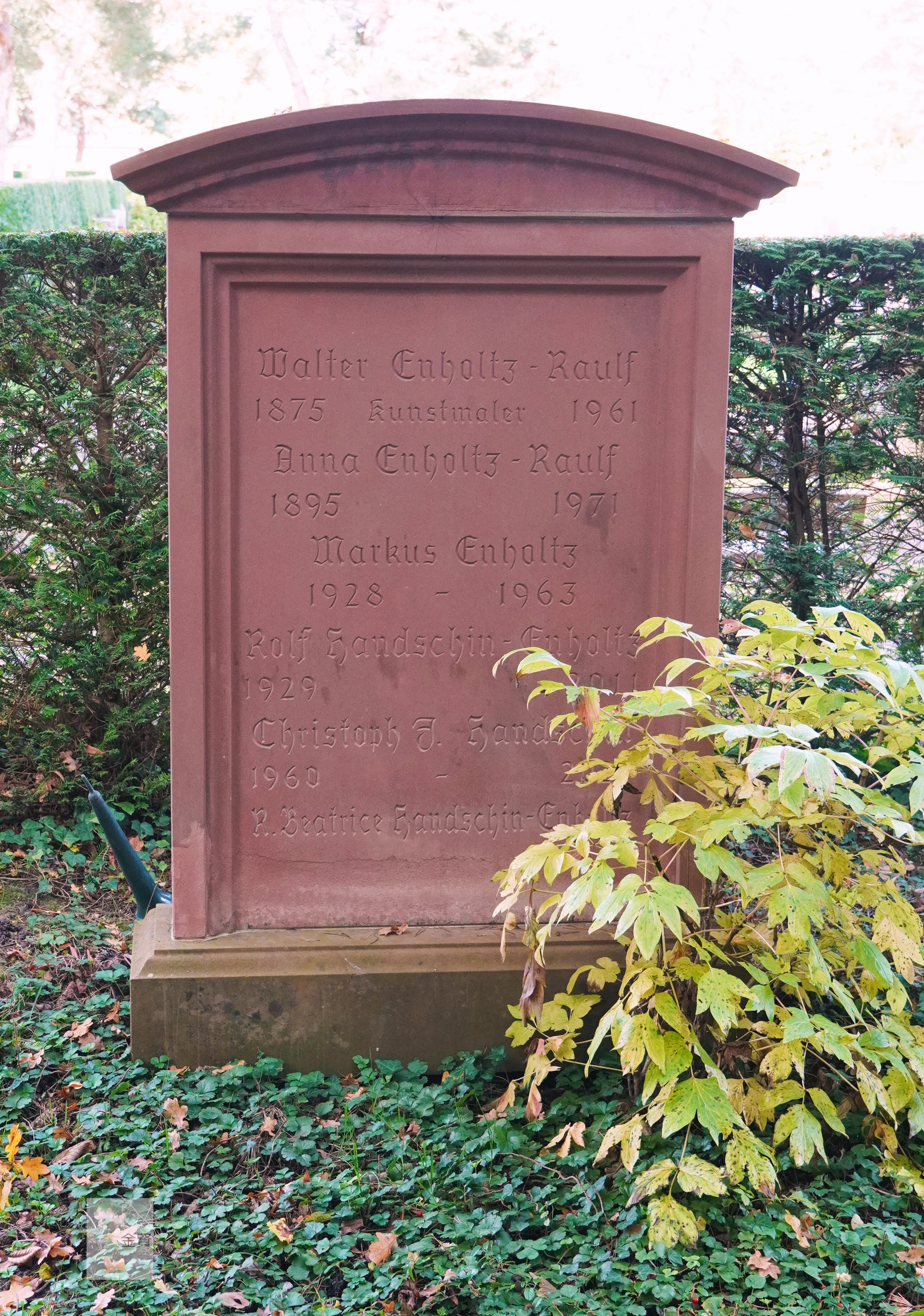
Familiengrab von Anna und Walter Enholtz in Riehen

Walter und Anna Enholtz wurden im Familiengrab auf dem Friedhof am Hörnli in Riehen beigesetzt.

## Werk
Walter Enholtz wurde bekannt mit Landschaftsaquarellen, Stillleben und Portraits. Er malte häufig Landschaften im Tessin oder Basler Stadtansichten.